# Rocka Rolla
Rocka Rolla – debiutancki album studyjny brytyjskiego zespołu heavymetalowego Judas Priest. Wydany został 6 września 1974 roku przez wytwórnię Gull Records.
Choć album został wyprodukowany przez producenta trzech pierwszych albumów zespołu Black Sabbath, Rodgera Baina, płyta jest zgodnie krytykowana przez członków grupy za znaczącą różnicę brzmienia materiału na płycie w stosunku do tego jak brzmiał on w studiu nagraniowym. Zespół był również niezadowolony z okładki albumu, która ukazywała kapsel od butelki, co w odczuciu członków grupy było czymś nie na miejscu.
W 1984 r. ukazała się reedycja albumu z nową okładką, a od 1988 r. można spotkać się z reedycjami na CD posiadającymi zmianę w liście utworów oraz jedną dodatkową piosenkę, ale do dzisiaj Rocka Rolla jest wydawana w oryginale przez niektóre wytwórnie płytowe.

## Opis albumu
Rocka Rolla była nagrywana od ostatniego tygodnia czerwca do pierwszych dwóch tygodni lipca 1974 w trzech oddzielnych studiach nagraniowych Olympic Studios w londyńskiej dzielnicy Notting Hill, ale:

Z powodu ograniczonych funduszy w dzień spaliśmy w vanie ustawionym przed studiem i potem szliśmy w nocy do studia gdyż było to mniej kosztowne.

Singel promujący płytę, "Rocka Rolla," został wydany w sierpniu 1974, ale nie odniósł on sukcesu na brytyjskiej liście przebojów i gdy album został wydany 6 września 1974 jego sprzedaż była równie nieudana. Perkusista, John Hinch, został skrytykowany za swoją grę na albumie, czym on sam obwiniał niski budżet i napięty harmonogram, które nie pozwoliły mu odpowiednio dokończyć swoich ścieżek perkusji. Gitary, które brzmiały ciężko w studiu, na płycie brzmiały cienko i piskliwie, co zmniejszyło siłę i "wielkość" albumu. Niedoświadczenie i zakłopotanie grupy z powodu posiadania producenta trzech pierwszych albumów zespołu Black Sabbath (Black Sabbath, Paranoid, i Master of Reality) jedynie zwiększyło frustrację i rozczarowanie:

Skoro to był nasz pierwszy album i pracowaliśmy z Rodgerem Bainem, który zajął się wczesnym materiałem Black Sabbath i był wtedy nazywany "heavymetalowym producentem," byliśmy wszyscy bardzo zakłopotani i wręcz baliśmy się coś powiedzieć.

Rodger był pomysłem wytwórni, naprawdę. Twierdzili: "Jeśli dał radę z Black Sabbath, da radę z Judas Priest!"

Gdy byliśmy w studiu, wszystko co nagrywaliśmy brzmiało naprawdę dobrze, ale sposób w jakim utwory są nagrane na albumie to zupełnie inna historia. Głośność była bardzo niska i jestem wyjątkowo pewny tego, że coś poszło nie tak z taśmą nagraniową, ponieważ gdy nagrywaliśmy graliśmy głośno i mocno.

To brzmiało okropnie! Pomimo tego, że materiał który nagraliśmy nie był zły, zamienił się on w potworny materiał.

Sposób w jakim album został nagrany na winylu sprawił, że brzmi on jakbyśmy nagrywali go w pojemniku na śmieci.

Pomimo krytycznych uwag o brzmieniu płyty tworzenie Rocka Rolli jest uważane przez wokalistę, Roba Halforda, za jedną z jego najdumniejszych chwil w życiu, gitarzysta, K.K. Downing, uważa, że najdumniejsze było dla niego posiadanie w końcu albumu, a basista, Ian Hill, posiadanie pierwszej płyty na półkach sklepowych określił punktem zwrotnym:

Twoja pierwsza płyta jest zawsze punktem zwrotnym. Nie ma niczego lepszego niż wejść do sklepu i zobaczenie jej na półce. Nasz pierwszy album nie został napisany by puszczać go sobie w domu - produkcja była całkiem ponura - ale muzycznie, filozoficznie, i duchowo nic się nie równa z uczuciem wydania swojego pierwszego albumu.

Nawet jeśli dźwięk pozostawiał wiele do życzenia, jeśli chodzi o utwory, to znajdą się tam niektóre cholernie dobre na albumie. Jestem pewien, że hardcorowi fani Priest mogą "odlecieć" przy utworach jak "Never Satisfied" czy "Cheater."

W ocenie krytyków muzycznych Rocka Rolla jest niewyróżniającym się i bezcelowym debiutem, który ogółem raczej nie przypomina późniejszych płyt zespołu. Zgodnie zwracają oni uwagę na bluesowe korzenie w muzyce grupy, ale mimo to - porównując do następnych albumów - ich zdaniem Rocka Rolla jest mroczniejsza oraz mniej precyzyjna i silna pod względem riffów. Krytycy podsumowując album są zdania, że może zaskoczyć on słuchaczy, gdyż płyta ukazuje potencjał i oryginalność Judas Priest, ale jest to przede wszystkim rozczarowujące nagranie będące raczej ciekawostką dla hardcorowych fanów zespołu.

## Okładka
Oryginalna okładka i logo zespołu zostały zaprojektowane przez Johna Pasche'a z Gull Graphics, a Bryce Attwell je narysował. Okładka wygrała parę nagród za pomysł, ale członkom Judas Priest nieprzypadła ona do gustu:

To było po prostu nie w porządku dla nas. Kiedy pierwszy raz ją zobaczyłem, czułem, że nie miała ona nic wspólnego z tym jak się czułem jako muzyk.

To po prostu nie jest Priest. Pozwoliliśmy sobie mieć wpływ i kontrolę nad nami przez ludzi którzy twierdzili, że okładka otworzy dla nas więcej rynków ponieważ nie zostalibyśmy od razu określeni jako heavymetalowa grupa. Szczerze, okładka zrobiła nam chyba więcej krzywdy niż czegoś dobrego.

Pojawiły się również plotki jakoby firma Coca-Cola Company była niezadowolona z powodu okładki i groziła pozwaniem do sądu z powodu podobieństwa użytego logo na okładce do ich własnego logo oraz że nie chciała zyskać złego wizerunku przez kojarzenie metalowej grupy z ich produktem.
Możliwe, że sprawa z Coca-Colą odegrała rolę w pierwszych reedycjach albumu z nową okładką wydawanych w Stany Zjednoczone, ale powodem nowej okładki mógł być również po prostu wizerunek zespołu w latach 80. Prezes wytwórni Gull Records, David Howells, chciał znaleźć nowy projekt okładki, więc zgłosił się do Mela Granta. Grant miał parę projektów z gatunku fantastyki, które zainteresowały Howellsa. Rysunek z 1981 roku, The Steel Tsar, z noweli Michaela Moorcocka o tym samym tytule i z tego samego roku został wybrany jako okładka do reedycji albumu wydanej przez wytwórnię RCA Records:

The Steel Tsar jest zarazem tytułem książki i rysunku. Rysunek został najpierw zgłoszony do książki, więc oznaczyłem go tytułem książki i nigdy nie zmieniałem jego nazwy, jak u większości moich prac. David Howells spytał czy mógłby dostać prawo do użycia rysunku na okładce albumu Priestów. I tak Stell Tsar został użyty na albumie Rocka Rolla.

Na nowej okładce zostało użyte drugie logo nazwy Judas Priest, które zostało wcześniej użyte na następnych dwóch albumach grupy, Sad Wings of Destiny i Sin After Sin. Autorem tego logo jest również - jak w przypadku pierwszego - John Pasche.
Gdy wytwórnia płytowa, Gull, dała zgodę wytwórni RCA na wydanie reedycji albumu w 1984 roku w Stanach Zjednoczonych, to RCA wykorzystało nowe opakowanie albumu jako chwyt marketingowy, by zachęcić fanów grupy do zakupu albumu, który mogli już wtedy posiadać, narażając przy tym Judas Priest na krytykę. Do dzisiaj album jest wydawany z nową okładką przez niektóre wytwórnie, np. Koch Reissues, ale są również wytwórnie jak np. Victor Entertainment czy Snapper Classics, które wydają album z oryginalną okładką.
W 1989 roku została wydana gra wideo na konsolę TurboGrafx-16 i komputery z serii Amiga pt. Ballistix, która ma tą samą okładkę co reedycja Rocka Rolli.

## Reedycje na CD
Do większości reedycji albumu na płycie kompaktowej dodawany jest utwór "Diamonds and Rust" będący coverem kompozycji Joan Baez wydanej w 1975 roku na albumie Diamonds & Rust. Ten utwór został nagrany z perkusistą Alanem Moore'em w grudniu 1975 w trakcie sesji nagraniowej następnego albumu, Sad Wings of Destiny. Z powodu sukcesu piosenki nagranej ponownie na trzecim albumie, Sin After Sin, wersja "Diamonds and Rust" nagrana w czasie sesji Sad Wings of Destiny została dodana do albumu Rocka Rolla by reedycje były bardziej atrakcyjne. Reedycje albumu bez uwzględnienia tego coveru wydają przede wszystkim wytwórnie RCA Records i Victor Entertainment.
Reedycje albumu na CD zazwyczaj pozostawiają utwór numer 3. jako połączenie czterech oddzielnych utworów, ale można spotkać się z edycjami płyty na których utwór jest podzielony na cztery części. Dzięki nowoczesnej technologii płyt kompaktowych, pojawiła się możliwość swobodnego przełączania między piosenkami, gdyż były one nagrywane indywidualnie. Mimo tego, na reedycjach na których utwór numer 3. jest podzielony znajduje się błąd w postaci podzielenia utworów w nieodpowiednich momentach. Przykładem jest reedycja albumu wydana przez wytwórnię Repertoire Records: "Winter" jako utwór numer 3. przechodzi do następnej piosenki, "Deep Freeze," gdy została jeszcze połowa "Winteru," a same "Deep Freeze" rozpoczyna się gdy tak naprawdę powinien zacząć się kolejny utwór, "Winter Retreat." Całość kończy piosenka pt. "Cheater."
Oprócz reedycji, album doczekał się także remasteringu, który doprowadził do ogromnej różnicy nad oryginalnym nagraniem na winylu:

Ktoś zremasterował nasze pierwsze dwa albumy i zremasterowana wersja Rocka Rolli jest cholernie lepsza od oryginału!

## Single
- "Rocka Rolla"/"Never Satisfied" - wydany jako singel promocyjny w sierpniu 1974 przez wytwórnię Gull Records
- "Rocka Rolla"/"One for the Road"/"Never Satisfied" - wydany na 12-calowym winylu przez wytwórnię Gull Records

## Lista utworów
| 1. "One for the Road" - 4:31 2. "Rocka Rolla" (Halford, Glenn Tipton, Downing) - 3:00 3. "Winter/Deep Freeze/Winter Retreat/Cheater" - 9:26 1. "Winter" (Al Atkins, Downing, Ian Hill) - 2:59 2. "Deep Freeze" (Downing) - 2:00 3. "Winter Retreat" - 1:31 4. "Cheater" - 2:56 4. "Never Satisfied" (Atkins, Downing) - 4:48 5. "Run of the Mill" (Halford, Tipton, Downing) - 8:31 6. "Dying to Meet You" - 6:18 7. "Caviar and Meths" (Atkins, Downing, Hill) - 2:01 | 1. "One for the Road" - 4:31 2. "Rocka Rolla" (Halford, Tipton, Downing) - 3:00 3. "Winter" (Atkins, Downing, Hill) - 2:59 4. "Deep Freeze" (Downing) - 2:00 5. "Winter Retreat" - 1:31 6. "Cheater" - 2:56 7. "Never Satisfied" (Atkins, Downing) - 4:48 8. "Run of the Mill" (Halford, Tipton, Downing) - 8:31 9. "Dying to Meet You" - 6:18 10. "Caviar and Meths" (Atkins, Downing, Hill) - 2:01 |

### Bonusowy utwór na reedycjach (CD)
1. "Diamonds and Rust" (Joan Baez) - 3:12

- Kompozytorami (oprócz wymienionych w nawiasach) wszystkich utworów są Rob Halford i K.K. Downing.
- Utwory "Deep Freeze" i "Caviar and Meths" są instrumentalne.

## Twórcy

### Wykonawcy
- Rob Halford - śpiew, harmonijka
- K.K. Downing - gitara elektryczna
- Glenn Tipton - gitara elektryczna, syntezator, podkład wokalny
- John Hinch - perkusja
- Alan Moore - perkusja ("Diamonds and Rust")
- Ian Hill - gitara basowa

### Produkcja
- Album nagrywany był od ostatniego tygodnia czerwca do pierwszych dwóch tygodni lipca 1974 w studiach nagraniowych Olympic Studios w Londynie, Anglia
  - Rodger Bain - producent
  - Vic Smith - inżynier dźwięku
- Utwór "Diamonds and Rust" nagrany został w grudniu 1975 w studiu Morgan Studio w Londynie
  - Jeffery Calvert, Max West, i Judas Priest - producenci
  - Jeffery Calvert - inżynier dźwięku
- Album był miksowany i masterowany w studiach Trident i Island Studios w Londynie
- John Pasche z Gull Graphics - projekt okładki
- David Howells - projekt okładki (reedycja)
- Bryce Attwell - ilustracja okładki
- Mel Grant - ilustracja okładki (reedycja)
- Alan Johnson - zdjęcie zespołu

### Inne
- David Corke - menadżer grupy
- MAM Agency, Londyn - agencja zarządzająca